# Джон Джунта

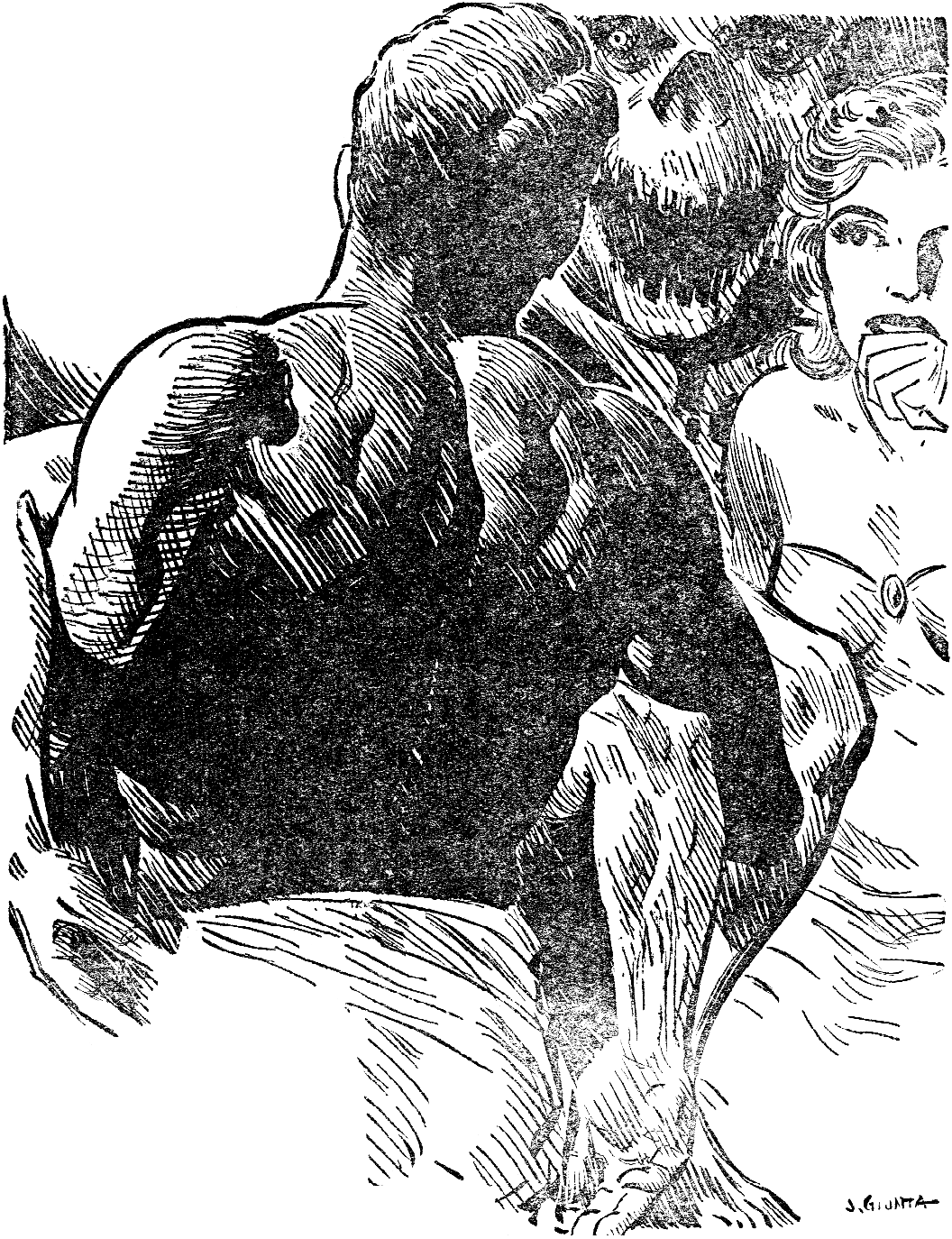
Мистецтво Джона Джунти

Джон Джунта (англ. John Giunta; 5 червня 1920 — 6 листопада 1970) — ілюстратор коміксів 1940–1960-х років.
Він працював над такими фільмами жахів, як «Гробниця жаху», «Кімната холоду» (Harvey Comics), «Подорож у таємницю» та «Дивні історії» (Marvel). У 1944 році він намалював першу коміксну адаптацію «Циско Кід» О. Генрі. На початку 1960-х він став постійним художником Зе флай (The Fly) для Archie Comics. Він також працював над такими назвами, як Thunder Agents, Air Fighters Comics і Phantom Stranger.
Джон найбільш відомий завдяки співпраці з Френком Фразеттою над першим коміксом Фразетти, який був опублікований «Сніговик» із Tally Ho № 1 у грудні 1944 року.